# Pivovar Rohozec
Pivovar Rohozec se nachází ve vsi Malý Rohozec (část Turnova, okres Semily). Součástí areálu pivovaru je zámek, postavený v roce 1640 a přestavěný v roce 1834 v pseudorenesančním slohu.

## Historie
Pivovar založil továrník Ferdinand Unger v roce 1850; po něm jej provozovali jeho syn a vnuk. Ten v roce 1910 prodal pivovar nově vzniklé společnosti Společenský pivovar a velkostatek hostinských, s.r.o. V roce 1948 byl pivovar znárodněn a stal se součástí n. p. Severočeské pivovary, později součástí Východočeských pivovarů. V roce 1994 byl pivovar zprivatizován, ale postupně dospěl až ke krachu, a to v roce 2004. Změna k lepšímu nastala pro pivovar 1. července 2004, kdy byla založena nová společnost PIVOVAR ROHOZEC, a.s. Byly zahájeny významné investice směřující k zajištění vysoké kvality piva. Tradiční způsob výroby však zůstal na Rohozci zachován. 

## Současnost
Podrobnosti z nedávné historie pivovaru (zejména 21. století) až po současnost lze nalézt na . Piva z Pivovaru Rohozec získala řadu ocenění na celostátních degustačních soutěžích. Pivovar lze navštívit během sobotních exkurzí.

## Sortiment

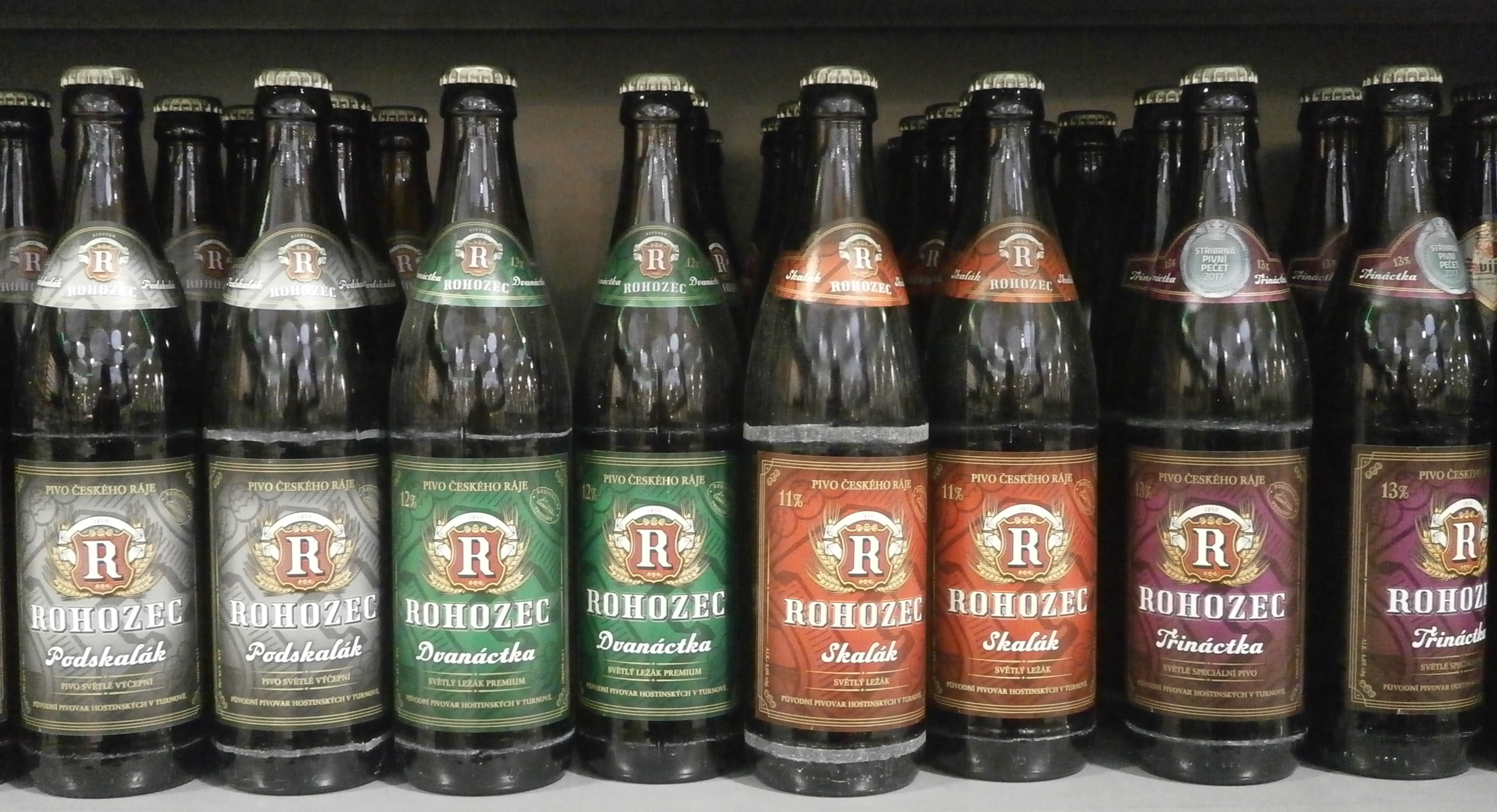
Ukázka sortimentu Pivovaru Rohozec

V sortimentu Pivovaru Rohozec je 13 druhů piva a 4 druhy limonád (2018).
Nealko <0,5% obj. alk.

Skalákczech, světlé lehké pivo, 3,5%

Podskalák, světlé výčepní, 4,2%

Skalák, světlý ležák, 5,0%

Dvanáctka, světlý ležák, 5,3%

Jedenáctka řezaná, řezaný ležák, 5,0%

Třináctka, světlý speciál, 6,0%

Třináctka tmavá, tmavý speciál, 5,9%

Pomelo, míchaný nápoj typu radler, 2,2%

Cherry beer, výčepní pivo s višňovou příchutí, 3,9%

Rohozec Y, světlé pivo, 4,6%

Rohozec X, tmavé pivo, 4,6%

Prometheus, světlý ležák, 5,3%